# Падерки-Васюки
Падерки-Васюки — деревня в Куйбышевском районе Калужской области России в составе сельского поселения «Поселок Бетлица».

## География
Входит в группу деревень (включая также Падерки-Казенные, Падерки-Фирсы и Падерки-Кабачи), расположенных вдоль реки Падерки.

## История
Деревня была основа не позднее 1795 года и под названием Падирки входила в состав Грибовской волости Жиздринского уезда Калужской губернии.
| 2002 | 2010 |
| ---- | ---- |
| 39   | ↘16  |

## Транспорт
Подъездная дорога к автодороге регионального значения «Киров — Бетлица».